# Ростов (хоккейный клуб)
«Ростов» — профессиональный российский хоккейный клуб из города Ростова-на-Дону, основанный в 2004 году. С 2013 по 2015 выступал в Российской хоккейной лиге, с 2015 по 2019 в Первенстве Высшей хоккейной лиги. С сезона 2019/20 участник Всероссийской Хоккейной Лиги — Кубка Шелкового пути.

## История клуба

### Любители (2004—2013)

Логотип хоккейного клуба Ростов с 2004 по 2013 год

В 2004 году начинается история главного хоккейного клуба Ростовской области. Той зимой несколько товарищей, в числе которых оказался и первый и нынешний президент клуба Робертас Кучинскас, решили поиграть в хоккей на замерзшем озере. Увлечение переросло в проект клуба.
Так появилась хоккейная команда, которая стала носить название «Кондор». С 2007 года хоккейный клуб изменил название на ХК «Ростов».
В 2010 году «Ростов» заявился в чемпионат Краснодарского края.

### РХЛ (2013—2015)
В июле 2013 года принято решение о создании профессиональной хоккейной команды, которую возглавил Григорий Пантелеев. В августе в Ейске прошли первые сборы клуба, на которые были приглашены игроки со всей России: городов Челябинска, Салавата, Тольятти, Магнитогорска, Новосибирска и других. Ребята приехали на просмотр, и так зародился первый профессиональный хоккейный клуб в Ростове-на-Дону.
В сентябре «Ростов» дебютировал в Российской хоккейной лиге. В первом же матче ростовская команда на выезде в Новочебоксарске нанесла поражение местному «Соколу» счётом 8:3. По итогам сезона «кондоры» заняли 4 место в дивизионе «Запад», в плей-офф дошли до полуфинала дивизиона, где в серии матчей уступили смоленскому «Славутичу». Таким образом, команда завершила своё выступление в плей-офф, уступив будущему чемпиону лиги.
В следующем сезоне 2014/2015 года ростовские «кондоры» выиграли свой первый в истории титул. В третьем матче финальной серии ростовчане обыграли ЦСК ВВС со счетом 1:0, выиграв тем самым всю серию — 3:0. Решающую шайбу в ворота «лётчиков» забросил Дмитрий Кузьменко. Этот матч оказался последним в истории РХЛ, а «Ростов» последним её чемпионом, летом 2015 года лига была реорганизована в Первенство Высшей хоккейной лиги.

### Первенство ВХЛ (2015—2019)
В первом сезоне 2015/2016 образованного Первенства Высшей хоккейной лиги ростовчане заняли первое место в регулярном чемпионате и дошли до финала плей-офф, где проиграли в серии до четырёх побед 1-4 ХК «Тамбов». Тем самым «Ростов» в первом же сезоне обозначил себя одним из лидеров лиги. И уже в следующем сезоне 2016/2017 года «Ростов» стал обладателем Кубка Федераций, обыграв в финальной серии своих давних обидчиков — смоленский «Славутич» 4-1. В сезоне 2018/19 ростовчане во второй раз стали обладателями Кубка Федераций, обыграв в финальной серии одного из главных конкурентов на протяжении последних сезонов — саранскую «Мордовию» 4-0

### Чемпионат ВХЛ (с 2019)
Перед сезоном-2019/20 руководство хоккейного клуба «Ростов» принимает решение участвовать в чемпионате Высшей Хоккейной Лиги — Кубка Шелкового пути. В связи с тем, что это решение было принято в конце межсезонья, команда не успела укомплектоваться хоккеистами соответствующего класса, костяк «Ростова» составили игроки прошлого сезона. По итогам регулярного чемпионата команда заняла 24 место из 34 участников, не попав в плей-офф. Кроме того сезон-2019/20 вошёл в историю как «незавершенный», так как 25 марта Высшая хоккейная лига (ВХЛ) приняла решение досрочно завершить текущий сезон. Причиной этому стала пандемия коронавируса COVID-19. В следующем сезоне 2020/21 команда первый раз вышла в плей-офф Кубка Петрова, уступив в первом раунде одному из старожилов ВХЛ пензенскому «Дизелю».

## Домашние арены

### СРК «Айс Арена»

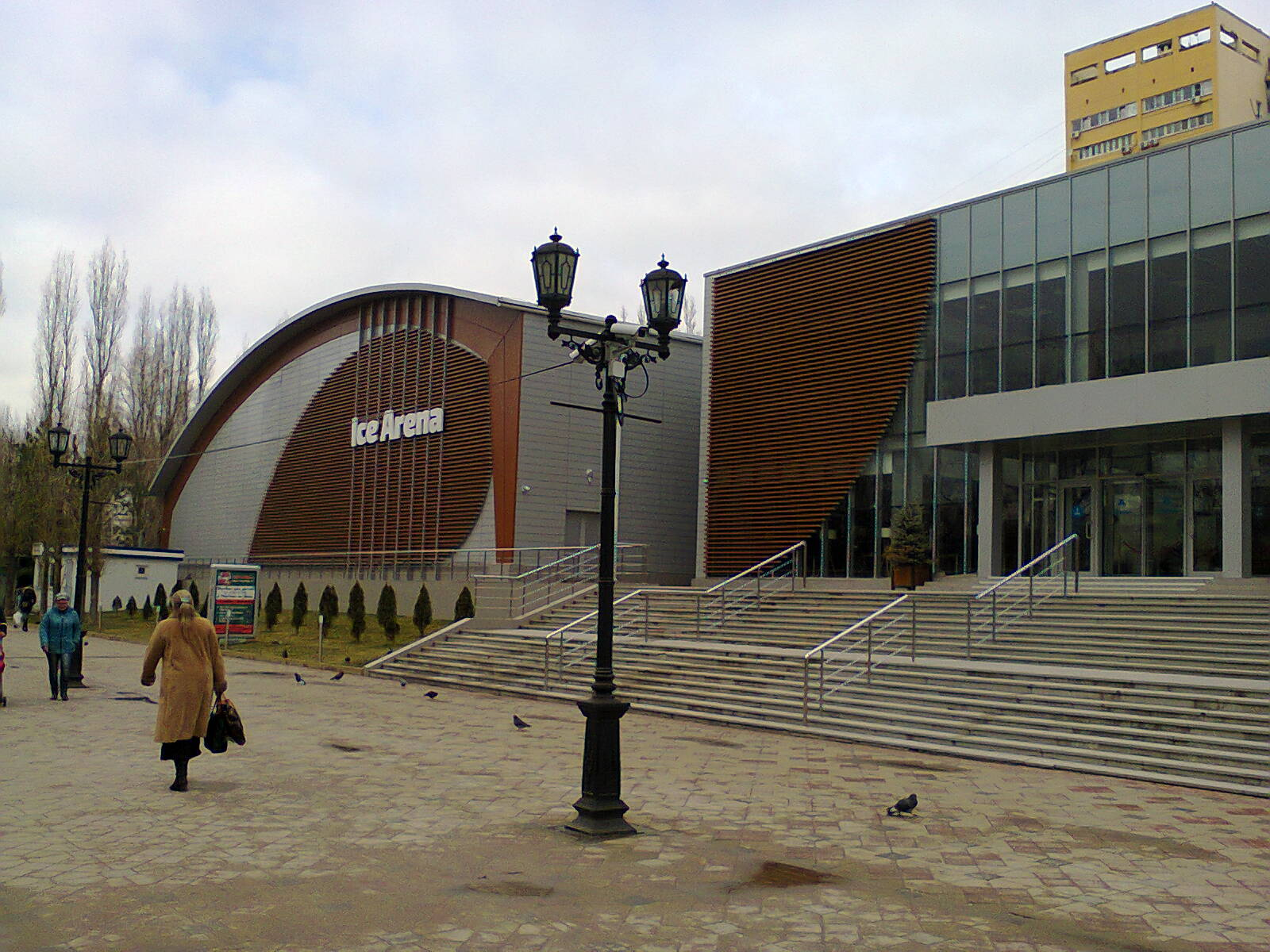
Комплекс «Ice Arena»

«Ice Arena» — спортивно-развлекательный комплекс в Ростове-на-Дону, открытие состоялось в декабре 2014 года.
«Айс Аренa» является тренировочной базой и запасной ареной ХК «Ростов». Первую официальную игру ростовчане здесь провели 7 марта 2015 года, в матче 1/4 финала плей-офф кубка чемпионов РХЛ «Ростов» разгромил новочебоксарский «Сокол» со счётом 10:0.
Начиная с сезона 2017/2018 ХК «Ростов» проводит домашние матчи на «Айс Арене».

### Дворец спорта

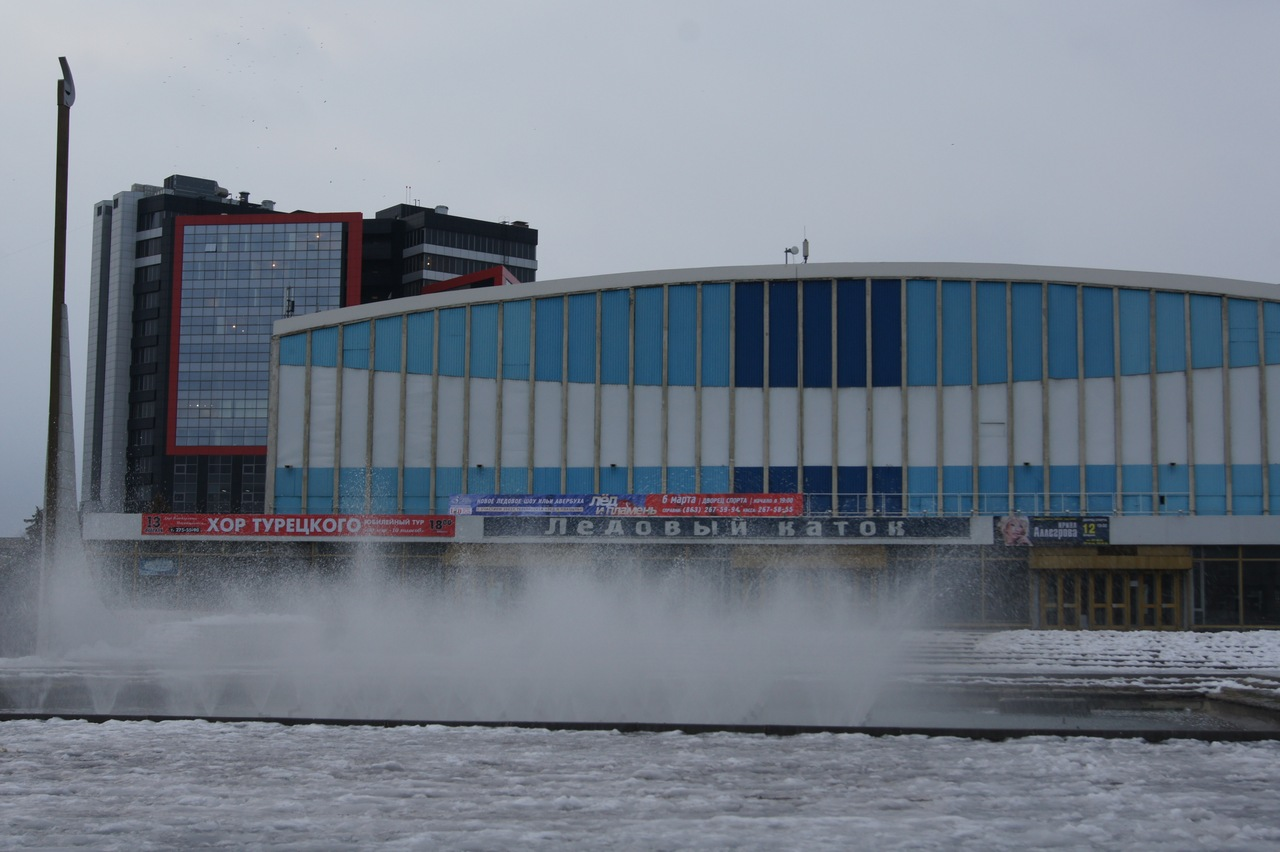
Дворец Спорта

ЗСК «Спорт-Дон» — зрелищно-спортивный комплекс в Ростове-на-Дону, часто называется просто «Дворец спорта», построенный в 1967 году. Вместимость 4000 зрителей (вариант со льдом) и на 5000 зрителей (спортивный и концертный варианты). С сезона 2013/2014 здесь проводил свои домашние матчи ХК «Ростов». Летом 2017 года областное Министерство спорта сообщило, что Дворец спорта находится в аварийном состоянии. В связи с этим ХК «Ростов» с сезона 2017/2018 прекратил выступления на этой арене.

### Строительство новой арены
В начале декабря 2019 года начальник управления по физической культуре и спорту Ростова Денис Браславский сообщил, что президент хоккейного клуба «Ростов» Робертас Кучинскас в качестве инвестора собирается построить в парке Островского Дворец спорта с трибунами примерно на 2000 мест..
В январе 2020 года пресс-служба администрации Ростова-на-Дону сообщила о проекте строительства в левобережной части Ростова Ледовой арены вместимостью 5 тыс. зрителей. По информации источников ростовских СМИ, строить арену на свои средства ранее планировала компания «Крокус-Интернешнл» Араза Агаларова.

## Достижения

### Командные
Первенство Высшей хоккейной лиги
- Чемпион (2): 2016/17, 2018/19
- Серебряный призёр (1): 2015/2016

Российская хоккейная лига
- Чемпион (1): 2014/2015

### Личные

#### Звания
В регулярных сезонах.
| Сезон     | Игрок            | Г  | П  | О  | Лига  |
| 2018-2019 | Прохоров Алексей | 32 | 27 | 59 | ВХЛ-Б |
| 2014-2015 | Акимов Иван      | 31 | 28 | 59 | РХЛ   |

| Сезон     | Игрок            | Г  | Лига  |
| 2018-2019 | Прохоров Алексей | 32 | ВХЛ-Б |
| 2017-2018 | Туник Владислав  | 21 | ВХЛ-Б |
| 2014-2015 | Акимов Иван      | 31 | РХЛ   |

| Сезон     | Игрок           | П  | Лига  |
| 2018-2019 | Мартынов Андрей | 39 | ВХЛ-Б |
| 2014-2015 | Абозин Кирилл   | 33 | РХЛ   |

В плей-офф.
| Сезон     | Игрок           | Г | П | О  | Лига  |
| 2016-2017 | Туник Владислав | 6 | 8 | 14 | ВХЛ-Б |

| Сезон     | Игрок           | Г | Лига  |
| 2018-2019 | Туник Владислав | 9 | ВХЛ-Б |
| 2017-2018 | Мартынов Андрей | 7 | ВХЛ-Б |
| 2016-2017 | Туник Владислав | 6 | ВХЛ-Б |
| 2014-2015 | Акимов Иван     | 9 | РХЛ   |

| Сезон     | Игрок           | П | Лига  |
| 2016-2017 | Туник Владислав | 8 | ВХЛ-Б |

## Статистика
И — количество проведенных игр, В — выигрыши в основное время, ВО — выигрыши в овертайме, ПО — проигрыши в овертайме, П — проигрыши в основное время, О — количество набранных очков, Ш — соотношение забитых и пропущенных голов, РС — место по результатам регулярного сезона
| Сезон       | И   | В   | ВО | ВБ  | ПБ  | ПО | П  | О   | Ш        | РС | Турнир | Плей-офф                                                                   |
| 2021-2022   | 52  | 26  | 2  | 3   | 2   | 5  | 14 | 69  | 154-138  | 10 | ВХЛ    | 1/8                                                                        |
| ----------- | --- | --- | -- | --- | --- | -- | -- | --- | -------- | -- | ------ | -------------------------------------------------------------------------- |
| '2020-2021' | 50  | 17  | 5  | 2   | 5   | 4  | 17 | 57  | 120-116  | 14 | ВХЛ    | Проиграли в 1/8 финала: 0-4 Дизель                                         |
| '2019-2020' | 54  | 13  | 3  | 6   | 2   | 4  | 26 | 50  | 114-151  | 24 | ВХЛ    | Не вышли в плей-офф                                                        |
| 2018-2019   | 48  | 39  | 3  | 1   | 1   | 0  | 4  | 87  | 202-100  | 1  | ВХЛ-Б  | Обладатели Кубка Федерации: 3-0 Красноярские рыси, 4-1 Юниор, 4-0 Мордовия |
| 2017-2018   | 48  | 29  | 3  | 5   | 1   | 2  | 8  | 106 | 162-106  | 1  | ВХЛ-Б  | Проиграли в полуфинале Кубка Федерации: 3-1 Алтай, 2-4 Чебоксары           |
| 2016-2017   | 54  | 33  | 2  | 3   | 2   | 5  | 9  | 116 | 181-130  | 1  | ВХЛ-Б  | Обладатели Кубка Федерации: 3-1 Юниор-Спутник, 3-0 Тамбов, 4-1 Славутич    |
| 2015-2016   | 48  | 33  | 2  | 3   | 4   | 0  | 6  | 80  | 199-117  | 1  | ВХЛ-Б  | Проиграли в финале Кубка Федерации: 3-2 Славутич, 1-4 Тамбов               |
| 2014-2015   | 48  | 31  | 6  | -** | -** | 3  | 8  | 108 | 225-118  | 2  | РХЛ    | Обладатели Кубка Чемпионов РХЛ: 3-0 Сокол, 3-2 Мордовия, 3-0 ЦСК ВВС       |
| 2013-2014   | 48  | 23  | 9  | -** | -** | 2  | 14 | 89  | 183-139  | 4* | РХЛ    | Проиграли в полуфинале Западной Конференции: 3-2 Прогресс, 1-3 Славутич    |
| Всего       | 348 | 201 | 28 | 18  | 10  | 16 | 75 | 636 | 1266-861 |    |        |                                                                            |

* — место в конференции, так как в этом сезоне РХЛ команды разных конференций в регулярном чемпионате между собой не играли
** — в РХЛ не велась статистика выигранных и проигранных матчей по буллитам.

## Командные рекорды
- Самая крупная победа во всех соревнованиях: 19:0 — против «Драгуны» Можайск (22 августа, 2014 года, товарищеская игра)
- Крупнейшая победа в рамках Чемпионата РХЛ: «Ростов» Ростов-на-Дону — «Союз» Заречный — 15:1 (2014/2015)
- Крупнейшая победа в рамках Первенства ВХЛ: «Ростов» Ростов-на-Дону — «Кристалл-Юниор» Саратов — 8:1 (2016/2017), «Алтай» Барнаул — «Ростов» Ростов-на-Дону — 1:8 (2018/2019)
- Крупнейшее поражение: «Славутич» Смоленск — «Ростов» Ростов-на-Дону — 9:1 (2013/2014)
- Наибольшая победная серия: 21 матч (2015/2016)
- Наибольшая победная серия в основное время: 13 матчей (2018/2019)
- Наибольшая беспроигрышная серия в основное время: 21 матч (2015/2016)
- Наибольшая безвыигрышная серия: 5 матча (2019/2020, 2020/2021)
- Наибольшая серия проигранных матчей в основное время: 4 матча (2019/2020, 2020/2021)

## Индивидуальные рекорды

### ВХЛ, ВХЛ-Б, РХЛ
- Наибольшее количество очков за сезон: 70 — Алексей Прохоров (2018/2019)
- Наибольшее количество заброшенных шайб за сезон: 36 — Алексей Прохоров (2018/2019)
- Наибольшее количество результативных передач за сезон: 42 — Андрей Мартынов (2018/2019)
- Наибольшее количество штрафных минут за сезон: 84 — Константин Орешкин (2016/2017)
- Наибольшее количество очков, набранных защитником за один сезон: 26 — Алексей Царёв (Первенство ВХЛ в сезоне 2018/2019)
- Наибольшее количество очков за игру: 6 — Захар Ощинский (2014/2015), Евгений Туник (2014/2015)
- Наибольшее количество заброшенных шайб за игру: более трёх шайб за игру никто не забивал
- Наибольшее количество результативных передач за игру: 5 — Захар Ощинский (2014/2015)

### Игроки с наилучшими статистическими показателями
В регулярных сезонах.
 Поз — позиция игрока; И — Игры; Г — Голы; П — Пасы; О — Очки; О/И — Очков за игру; * — действующий игрок ХК «Ростов»
| Игрок             | Поз | И   | Г   | П   | О   | О/И  | Сезоны |
| Мякинин Василий   | Н   | 392 | 83  | 195 | 278 | 0,71 | 13-21  |
| Мартынов Андрей   | Н   | 316 | 91  | 136 | 227 | 0,72 | 13-21  |
| Туник Владислав*  | Н   | 325 | 116 | 111 | 227 | 0,70 | 13-21  |
| Прохоров Алексей* | Н   | 265 | 98  | 98  | 196 | 0,74 | 14-21  |
| Абозин Кирилл     | Н   | 139 | 53  | 86  | 139 | 1,0  | 13-16  |
| Леонов Андрей     | Н   | 217 | 51  | 81  | 132 | 0,61 | 15-20  |
| Алтухов Алексей   | Н   | 182 | 61  | 69  | 130 | 0,71 | 14-18  |
| Акимов Иван       | Н   | 95  | 49  | 57  | 106 | 1,11 | 14-16  |
| Селезнёв Савва    | Н   | 106 | 29  | 60  | 89  | 0,83 | 15-18  |
| Опалёв Роман*     | Н   | 147 | 27  | 61  | 88  | 0,60 | 18-21  |

| Игрок             | Поз | Г   | Сезоны |
| Туник Владислав*  | Н   | 116 | 13-21  |
| Прохоров Алексей* | Н   | 98  | 14-21  |
| Мартынов Андрей   | Н   | 91  | 13-21  |
| Мякинин Василий   | Н   | 83  | 13-21  |
| Алтухов Алексей   | Н   | 61  | 14-18  |
| Абозин Кирилл     | Н   | 53  | 13-16  |
| Леонов Андрей     | Н   | 51  | 15-20  |
| Акимов Иван       | Н   | 49  | 14-16  |
| Усов Евгений      | Н   | 37  | 13-16  |
| Жданов Юрий       | Н   | 35  | 13-15  |

| Игрок             | Поз | П   | Сезоны |
| Мякинин Василий   | Н   | 195 | 13-21  |
| Мартынов Андрей   | Н   | 136 | 13-21  |
| Туник Владислав*  | Н   | 111 | 13-21  |
| Прохоров Алексей* | Н   | 98  | 14-21  |
| Абозин Кирилл     | Н   | 86  | 13-16  |
| Леонов Андрей     | Н   | 81  | 15-20  |
| Алтухов Алексей   | Н   | 69  | 14-18  |
| Опалев Роман*     | Н   | 61  | 18-21  |
| Селезнёв Савва    | Н   | 60  | 15-18  |
| Акимов Иван       | Н   | 57  | 14-16  |

В плей-офф.
| Игрок             | Поз | И  | Г  | П  | О  | О/И  | Сезоны |
| Туник Владислав*  | Н   | 70 | 33 | 27 | 60 | 0,86 | 13-21  |
| Мякинин Василий   | Н   | 70 | 16 | 27 | 43 | 0,61 | 13-21  |
| Мартынов Андрей   | Н   | 51 | 19 | 14 | 33 | 0,64 | 14-21  |
| Прохоров Алексей* | Н   | 48 | 9  | 15 | 24 | 0,55 | 15-21  |
| Алтухов Алексей   | Н   | 38 | 13 | 10 | 23 | 0,61 | 14-18  |

| Игрок            | Поз | Г  | Сезоны |
| Туник Владислав* | Н   | 33 | 13-21  |
| Мартынов Андрей  | Н   | 19 | 15-21  |
| Мякинин Василий  | Н   | 16 | 13-21  |
| Алтухов Алексей  | Н   | 13 | 14-18  |
| Акимов Иван      | Н   | 12 | 14-16  |

| Игрок             | Поз | П  | Сезоны |
| Мякинин Василий   | Н   | 27 | 13-21  |
| Туник Владислав*  | Н   | 27 | 13-21  |
| Абозин Кирилл     | Н   | 16 | 13-16  |
| Савинов Алексей   | З   | 15 | 14-18  |
| Прохоров Алексей* | Н   | 15 | 15-21  |

— данные на 1 августа 2021 года

## Руководство
- Президент —  Робертас Юстинас-Ричардасович Кучинскас
- Вице-президент —  Яков Карпович Тышлангов
- Генеральный директор/спортивный директор — /  Тоомас Леович Кулль

## Тренерский штаб

### Текущий тренерский штаб
- Главный тренер —   Григорий Владимирович Пантелеев
- Тренер — Сергей Николаевич Сухарев
- Тренер по ОФП —  Разбейко
Роман Константинович
- Тренер вратарей - Литвинов Андрей Витальевич

## Капитаны

### Капитан и ассистенты (сезон 2023/24)
- (К) Даниил Калмыков
- (А) Егор Баланов
- (А) Савелий Козлов

### Список всех капитанов
| Период      | Капитан           |
| ----------- | ----------------- |
| 2024 — н.в. | Даниил Калмыков   |
| 2023 — 2024 | Савва Андреев     |
| 2021 — 2023 | Алексей Прохоров  |
| 2021 — 2021 | Владислав Туник   |
| 2020—2021   | Илья Давыдов      |
| 2018—2020   | Василий Мякинин   |
| 2017—2018   | Андрей Леонов     |
| 2016—2017   | Савва Селезнёв    |
| 2014—2016   | Станислав Цицаров |
| 2013—2014   | Алексей Аверьянов |